# Magnetic festival
MAGNETIC Festival byl festival elektronické hudby, který se konal od roku 2012 dvakrát ročně v Praze v prostorách hal výstavištního areálu PVA Expo. MAGNETIC Festival se konal pravidelně začátkem května a v půli prosince.

## Historie
Otcem myšlenky a zakladatel festivalu je dj a producent John Culter. První MAGNETIC Festival proběhl 5. května 2012, který odstartoval sérii jednoho z nejúspěšnějších eventů elektronické hudby ve střední Evropě. Od roku 2014 je součástí festivalu evropská klubová tour MAGNETIC Club Life a MAGNETIC Arena. V prosinci 2019 se festival rozšířil o další velkou halu. V té byla vystavěna druhá stage zaměřená na techno interprety. V letech 2020 a 2021 se festival kvůli pandemii koronaviru nekonal. Ročník 2022 s headlinerem Tiësto proběhl v září 2022 a byl posledním uskutečněným festivalem.

## Kontroverze
Magnetic festival, který se měl konat v prosinci 2022, byl přesunut na květen 2023. V náhradním termínu se ovšem opět festival nekonal a byl opět přesunut a to na prosinec 2023. S blížícím se termínem konání byly v tichosti smazány webová i facebooková stránka festivalu. Pořadatel festivalu až do smazání internetových stránek festivalu prodával na akci vstupenky. Po festivalu zůstaly nižší stovky poškozených návštěvníků, kteří si na neuskutečněnou akci koupili lístky, a kteří nebyli ze strany pořadatele vyplaceni.

## Ročníky
| Rok  | Datum             | Umělci |
| ---- | ----------------- | --- |
| 2022 | 27. září 2022     | Tiësto, Vinai, Matisse and Sadko, Mari Ferrari, Nusha, A*S*Y*S, Space 92, T78 |
| 2021 |                   | neproběhl z důvodu koronaviru |
| 2020 |                   | neproběhl z důvodu koronaviru |
| 2019 | 13. prosince 2019 | House - Red stage: Don Diablo Quintino Darren Styles Holy Goof Jewelz & Sparks Juicy M John Culter Techno - Blue stage: Amelie Lens CamelPhat Sam Paganini Marika Rossa Cosmic Boys |
| 2019 | 3. května 2019    | Vini Vici John Culter Laidback Luke Loopers Lucas & Steve PHLEGMATIC DOGS Steff da Campo TV Noise Will Sparks                                                                       |
| 2018 | 14. prosince 2018 | Tiësto Tchami CID D.O.D. John Culter Kaaze Moksi Olly James Sophie Francis |
| 2018 | 11. května 2018   | Axwell Λ Ingrosso Jewelz & Sparks John Culter Julian Jordan Mike Cervello Stadiumx Teamworx                                                                                         |
| 2017 | 15. prosince 2017 | DON DIABLO MOKSI LNY TNZ BREATHE CAROLINA BROOKS CHOCOLATE PUMA VINAI QUINTINO JOHN CULTER                                                                                          |
| 2017 | 5. května 2017    | Kura Jewelz & Sparks Nervo John Culter Kryder Cesqeaux Tom Swoon NERVO MESTO |
| 2016 | 16. prosince 2016 | R3hab Yellow Claw Chocolate Puma Florian Picasso Jay Hardway John Culter Merk & Kremont Moksi TJR                                                                                   |
| 2016 | 7. května 2016    | W&W The Chainsmokers Curbi D.O.D. Dannic Dyro John Culter Matisse & Sadko |
| 2015 | 18. prosince 2015 | Borgeous Laidback Luke Tujamo VINAI DubVision Joe Stone John Culter Kura Wiwek |
| 2015 | 7. května 2015    | Nicky Romero DVBBS John Culter Mike Hawkins MOTi New World Sound Sick Individuals Stadiumx                                                                                          |
| 2014 | 19. prosince 2014 | Bassjackers Fedde Le Grand Firebeatz Jay Hardway Joey Dale John Culter Kill the Buzz Quintino VINAI Zawdi MC                                                                        |
| 2014 | 7. května 2014    | Martin Garrix DVBBS Blasterjaxx Ummet Ozcan Dannic MAKJ Deniz Koyu John Culter Billy the Kit                                                                                        |
| 2013 | 20. prosince 2013 | Afrojack Laidback Luke Quintino Dyro Yves V John Culter Billy the Kit |
| 2013 | 7. května 2013    | Steve Aoki Nervo Sander van Doorn Showtek Chuckie Tommy Trash John Culter |
| 2012 | 14. prosince 2012 | Hardwell Dimitri Vegas & Like Mike Dada Life Bingo Players John Culter Nari & Milani Hard Rock Sofa Swanky Tunes                                                                    |
| 2012 | 7. května 2012    | Avicii Hardwell Dimitri Vegas & Like Mike Dada Life Laidback Luke Chuckie Oliver Twizt David Tort                                                                                   |

## Vstupenky
Na každou edici festivalu byly v prodeji dvě kategorie vstupenek – základní vstupné a VIP vstupenky, které zahrnovaly nadstandardní servis a vstup do VIP teras.